# Dean Glenesk
Dean William Glenesk (* 22. September 1957 in La Mesa) ist ein ehemaliger US-amerikanischer Pentathlet.

## Karriere
Glenesk nahm 1984 an den Olympischen Spielen in Los Angeles teil. In der Einzelkonkurrenz belegte er den 18. Platz. In der Mannschaftswertung, zu der neben Glenesk noch Greg Losey und Michael Storm beitrugen, gewann er hinter der Italien Silber.